# Kaori (dubladora)
KAORI (Yokohama, 28 de fevereiro de 1976) é uma cantora e dubladora japonesa. Até 2001, era conhecida como  Midori Kawana (川菜翠, Kawana Midori) e Akiko Kawana (川菜明子, Kawana Akiko). "KAORI" é um amálgama do seu nome verdadeiro, Ka-wana Mid-ori. Ela é um membro da banda de rock Spunky Strider. Desde 2008, é creditada em seus trabalhos de dublagem como Kaori Suzuki (鈴木 カオリ, Suzuki Kaori).

## Carreira
É a vocalista da banda de rock Spunky Strider. Deu uma pausa em sua carreira de cantora e dubladora devido a disfonia espasmódica.

## Filmografia
| Ano     | Título                       | Papel                     | Ref   |
| ------- | ---------------------------- | ------------------------- | ----- |
| 1999    | D4 Princess                  | Gin'no Tsubasa            | [ 2 ] |
| 2000    | Brigadoon: Marin & Melan     | Marin Asagi               | [ 2 ] |
| 2001    | Cosmo Warrior Zero           | Le Silviana / Silviana    | [ 2 ] |
| 2001    | The Legend of Condor Hero    | 陸無双                    | [ 2 ] |
| 2001    | Final Fantasy: Unlimited     | Lou Lupus                 | [ 2 ] |
| 2002–06 | Pokémon: Advanced Generation | Haruka / Marill / Nuzleaf | [ 3 ] |
| 2003    | Kaleido Star                 | Milo                      | [ 4 ] |
| 2003    | GetBackers                   | Yumiko Imai (ep 35)       |       |
| 2003    | Pokémon Chronicles           | Azurill                   |       |
| 2004    | Kaiketsu Zorori              | Pomela                    |       |
| 2005    | Paradise Kiss                | Lojista (ep 6)            | [ 2 ] |
| 2006    | Nana                         | Nana Komatsu              | [ 5 ] |
| 2006    | Black Cat                    | Saki (ep 16)              | [ 2 ] |
| 2008    | Pokémon: Diamond and Pearl   | Haruka                    | [ 3 ] |

## Discografia
Singles
- "Drill De Runrun Kururunrun" (com Mayuko Omimura) (tema de encerramento de D4 Princess)
- "Niji Iro no Takaramono" (responsável pelas letras) (primeiro tema de encerramento de Brigadoon: Marin & Melan)
- "Deai o A-RI-GA-TOU..." (segundo tema de encerramento de Brigadoon: Marin & Melan)
- "Tears Infection" (tema de abertura de Myself;Yourself)[6][7]
- "I Won't Lose! ~Haruka's Theme~" (tema de encerramento de Pokémon Advanced Generation)
- "It's the Start of an Adventure!!" (tema de encerramento da curta Gotta Dance!! de Pokémon )